# Autolisp
AutoLISP es un lenguaje de programación derivado del lenguaje Lisp. Es utilizado para generar rutinas orientadas al uso específico de AutoCAD y sus derivados. Permite desarrollar programas y funciones para el manejo de entidades del tipo gráfico.
Los programas hechos en Autolisp amplían los comandos y aplicaciones de AutoCAD, creando así una solución óptima para cada problema en particular, desde el simple trazo de una línea hasta el diseño de un plano o pieza, llegando a cálculos complejos, convirtiéndose en gran ayuda para las aplicaciones de ingeniería.
Entre las aplicaciones más notables de Autolisp se pueden citar:
- Dibujo de figuras bidimensionales con características específicas.
- Creación de objetos tridimensionales.
- Generación de gráficas de funciones basándose en ecuaciones.
- Cálculos de áreas y tablas de datos, combinación de comandos de dibujo para realizar determinados tipos de tareas.

## Historia
AutoLISP se derivó de una versión muy temprana de XLISP, que fue creado por David Betz. El lenguaje fue introducido en AutoCAD versión 2.18 en enero de 1986, y siguió mejorando en sucesivas versiones hasta la etapa 13 en febrero de 1995. Después de eso, su desarrollo fue descuidado por Autodesk en favor de los entornos de desarrollo más de moda como VBA , .NET y ObjectARX. Sin embargo, se ha mantenido el idioma principal de AutoCAD para la personalización del usuario.
Vital-LISP, una versión mejorada considerablemente de AutoLISP incluyendo una IDE, depurador y compilador, y el soporte ActiveX, se ha desarrollado y vendido por tercera parte de desarrolladores de Software. Vital LISP fue una conjunción del lenguaje AutoLISP existente que agregó VBA -como el acceso al modelo de objetos de AutoCAD, reactores (el control de eventos para los objetos de AutoCAD), general ActiveX de apoyo, y algunos otras funciones generales de Lisp. Autodesk compró este, cambió el nombre de Visual LISP, y brevemente se vende como un complemento para AutoCAD 14 lanzado en mayo de 1997. Fue incorporado en AutoCAD 2000 lanzado en marzo de 1999, en sustitución de AutoLISP. Desde entonces, Autodesk ha elegido para poner fin a importantes mejoras en Visual LISP en favor de centrarse más esfuerzo en VBA y .NET y C++.
Hay miles de utilidades y aplicaciones que se han desarrollado utilizando Visual LISP o AutoLISP (extensiones de archivos .LSP, .FAS y .VLX).